# Peter Diamandis
Peter H. Diamandis född 20 maj 1961, är en grekisk-amerikansk ingenjör, läkare, och entreprenör mest känd för att vara grundare och ordförande i X Prize Foundation, en av grundarna och arbetande styrelseordförande i Singularity University och medförfattare av Abundance: The Future Is Better Than You Think och Bold: How to Go Big, Create Wealth, and Impact the World. Han är också tidigare VD och grundare av Zero Gravity Corporation, en av grundarna och vice ordförande i Space Adventures, grundare och ordförande i Rocket Racing League, en av grundarna av International Space University, medgrundare av Planetary Resources, grundare av Students for the Exploration and Development of Space, och vice ordförande och grundare av Human Longevity, Inc.